# Сатурн (премія, 2016)
42-а церемонія вручення нагород премії «Сатурн» за заслуги в царині кінофантастики, зокрема в галузі наукової фантастики, фентезі та жахів за 2015 рік, яка відбулася 22 червня 2016 року.

## Лауреати і номінанти
Нижче наведено повний список номінантів та переможців. Переможці виділені жирним шрифтом.

### Фільми
| Найкращий актор | Найкраща акторка |
| --- | --- |
| - Гаррісон Форд — за роль Хан Соло у фільмі Зоряні війни: Пробудження Сили - Донал Глісон — за роль Калеба у фільмі Ex Machina - Джон Боєга — за роль Фінна у фільмі Зоряні війни: Пробудження Сили - Леонардо Ді Капріо — за роль Г'ю Гласса у фільмі Легенда Г'ю Гласса - Метт Деймон — за роль Марка Вотні у фільмі Марсіянин - Пол Радд — за роль Людини-мурахи у фільмі Людина-мураха - Семюел Л. Джексон — за роль Маркіза Воррена у фільмі Мерзенна вісімка - Тарон Еджертон — за роль Гері «Еггсі» Анвіна у фільмі Kingsman: Таємна служба | - Шарліз Терон — за роль Фуріоси у фільмі Божевільний Макс: Дорога люті - Емілі Блант — за роль Кейт Мейсер у фільмі Сікаріо - Джессіка Честейн — за роль Мелісси Льюїс у фільмі Марсіянин - Блейк Лайвлі — за роль Адалін Боуман / Дженні Ларссон у фільмі Вік Адалін - Дейзі Рідлі — за роль Реї у фільмі Зоряні війни: Пробудження Сили - Міа Васіковська — за роль Едіт Кашинг у фільмі Багряний пік |
| Найкращий актор другого плану | Найкраща акторка другого плану |
| - Адам Драйвер — за роль Кайло Рена/Бена Соло у фільмі Зоряні війни: Пробудження Сили - Пол Беттані — за роль J.A.R.V.I.S.а / Віжна у фільмі Месники: Ера Альтрона - Майкл Дуглас — за роль доктора Генка Піма у фільмі Людина-мураха - Волтон Гоггінс — за роль Кріса «Шериф» Маннікса у фільмі Мерзенна вісімка - Саймон Пегг — за роль Бенджі Данна у фільмі Місія нездійсненна: Нація ізгоїв - Майкл Шеннон — за роль Ріка Карвера у фільмі 99 будинків                                                                                        | - Джессіка Честейн — за роль Люсіль Шарп у фільмі Багряний пік - Керрі Фішер — за роль Леї Органи у фільмі Зоряні війни: Пробудження Сили - Еванджелін Ліллі — за роль Гоуп ван Дайн у фільмі Людина-мураха - Люпіта Ніонго — за роль Маз Канати у фільмі Зоряні війни: Пробудження Сили - Таманна Бгатія — за роль Авантіки у фільмі Багубалі:Початок - Алісія Вікандер — за роль Ави у фільмі Ex Machina |
| Найкращий молодий актор чи акторка | Найкращий сценарій |
| - Тай Сімпкінс — за роль Ґрея Мітчелл у фільмі Світ Юрського періоду - Олівія Деджонг — за роль Ребекки у фільмі Візит - Джеймс Фрідсон-Джексон — за роль Тревіса у фільмі Поліцейський автомобіль - Майло Паркер — за роль Роджера Манро у фільмі Містер Холмс - Еліас Шварц і Лукас Шварц — за роль Еліаса і Лукаса у фільмі Я бачу, я бачу - Джейкоб Трембле — за роль Джека у фільмі Кімната | - Лоуренс Кездан, Джефрі Джейкоб Абрамс та Майкл Арндт — Зоряні війни: Пробудження Сили - Гільєрмо дель Торо та Меттью Роббінс — Багряний пік - Алекс Ґарленд — Ex Machina - Дрю Годдард — Марсіянин - Джейн Голдман та Метью Вон — Kingsman: Таємна служба - Рік Джаффа, Аманда Сільвер, Колін Треворроу, Дерек Конноллі — Світ Юрського періоду - Джордж Міллер, Брендан Маккарті, Нік Латуріс — Шалений Макс: Дорога гніву                                                                                      |
| Найкращий режисер | Найкращий костюм |
| - Рідлі Скотт — Марсіянин - Алекс Ґарленд — Ex Machina - Колін Треворров — Світ Юрського періоду - Дж. Дж. Абрамс — Зоряні війни: Пробудження Сили - Гільєрмо дель Торо — Багряний пік - Пейтон Рід — Людина-мураха - Джордж Міллер — Шалений Макс: Дорога гніву | - Олександра Бірн — Месники: Ера Альтрона - Рама Раджамулі та Прашанті Тіпірнені — Багубалі: Початок - Майкл Каплан — Зоряні війни: Пробудження Сили - Кейт Хоулі — Багряний пік - Аріанна Філліпс — Kingsman: Таємна служба - Сенді Пауелл — Попелюшка |
| Найкращий грим | Найкращі спецефекти |
| - Ніл Сканлан — Зоряні війни: Пробудження Сили - Грег Нікотеро, Говард Бергер, Джейк Гарбер та Хеба Торісдоттір — Мерзенна вісімка - Дональд Моват — Сікаріо - Давід Марті, Монсе Рібе та Хаві Бастіда — Багряний пік - Джоел Харлоу та Кенні Нідербаумер — Чорна меса - Леслі Вандервальт, Деміан Мартін та Елка Вардега — Шалений Макс: Дорога гніву | - Роджер Гайетт, Патрік Тубах, Ніл Сканлан та Кріс Корбоулд — Зоряні війни: Пробудження Сили - Ендрю Джексон, Том Вуд, Ден Олівер та Енді Вільямс — Шалений Макс: Дорога гніву - Ендрю Уайтхерст, Пол Норріс, Марк Вільямс Ардінгтон та Сара Беннет — Ex Machina - Джон Розенгрант, Майкл Лантієрі та Тім Александер — Світ Юрського періоду - Річард Стаммерс, Андерс Ленглендс, Кріс Лоуренс та Стівен Уорнер — Марсіянин - Пол Корбоулд, Крістофер Таунсенд, Бен Сноу та Пол Баттерворт — Месники: Ера Альтрона |
| Найкраща музика | Найкращий науково-фантастичний фільм |
| - Джон Вільямс — Зоряні війни: Пробудження Сили - Junkie XL — Шалений Макс: Дорога гніву - М. М. Керавані — Багубалі: Початок - Фернандо Веласкес — Багряний пік - Енніо Морріконе — Мерзенна вісімка - Йоганн Йоганнссон — Сікаріо | - Зоряні війни: Пробудження Сили - Ex Machina - Світ Юрського періоду - Шалений Макс: Дорога гніву - Марсіянин - Термінатор: Генезис |
| Найкращий пригодницький фільм або бойовик | Найкращий фентезійний фільм |
| - Форсаж 7 - Еверест - Шпигунка - Легенда Г'ю Гласса - 007: Спектр - Місія нездійсненна: Нація ізгоїв | - Попелюшка - Вік Адалін - Страшилки - Багубалі: Початок - Голодні ігри: Переспівниця. Частина ІІ - Третій зайвий 2 |
| Найкращий фільм жахів | Найкращий анімаційний фільм |
| - Багряний пік - Астрал: Частина 3 - Воно - Крампус: викрадач Різдва - Візит - Що ми робимо у тінях | - Думками навиворіт - Аномаліза - Добрий динозавр - Панда Кунг-Фу 3 - Посіпаки - Omoide no Mānī |
| Найкращий фільм іноземною мовою | Найкраща робота художника-постановника |
| - Турбо пацан - Я бачу, я бачу - Столітній старий, який виліз у вікно і зник - У лабіринті мовчання - Легенда - Хвиля | - Томас Е. Сандерс — Багряний пік - Колін Гібсон — Шалений Макс: Дорога гніву - Сабу Кирил — Багубалі: Початок - Рік Картер та Даррен Гілфорд — Зоряні війни: Пробудження Сили - Ед Верро — Світ Юрського періоду - Скотт Чембліс — Земля майбутнього: Світ за межами |
| Найкращий монтаж | Найкращий незалежний фільм |
| - Меріанн Брендон та Мері Джо Маркі — Зоряні війни: Пробудження Сили - Крістіан Вагнер, Лі Фольсім Бойд, Ділан Гайсміт та Кірк Моррі — Форсаж 7 - Кевін Стітт — Світ Юрського періоду - Едді Гемілтон та Джон Гарріс — Kingsman: Таємна служба - Ден Лебентал і Колбі Паркер-молодший — Людина-мураха - Маргарет Сіксель — Шалений Макс: Дорога гніву | - Кімната - Трамбо - Експериментатор - Кістяний томагавк - 99 будинків - Поліцейський автомобіль |
| Найкращий трилер | Найкращий фільм з коміксів |
| - Міст шпигунів - Чорна меса - Подарунок - Мерзенна вісімка - Містер Холмс - Сікаріо | - Людина-мураха - Атака Титана - Месники: Ера Альтрона - Kingsman: Таємна служба - Снупі та Чарлі Браун: Дрібнота у кіно |

### Телебачення
| Найкращий науково-фантастичний телесеріал | Найкращий фантастичний телесеріал |
| --- | --- |
| - Континуум (SyFy) - Вейворд Пайнс (FOX) - Цілком таємно (FOX) - Сотня (The CW) - Доктор Хто (BBC America) - Колонія (USA Network) - Простір (SyFy) | - Чужоземка (Starz) - Чарівники (SyFy) - Гейвен (SyFy) - Гра престолів (HBO) - Джонатан Стрейндж та містер Норрелл (BBC America) - Маппети (ABC) - Хроніки Шаннари (MTV) |
| Найкращий телеактор | Найкраща телеакторка |
| - Брюс Кемпбелл — Еш проти зловісних мерців (Starz) за роль Ешлі Джей Вільямса - Метт Діллон — Вейворд Пайнс (Fox) за роль Ітана Берка - Девід Духовни — Цілком таємно (Fox) за роль Фокса Малдера - Чарлі Кокс — Шибайголова (Netflix) за роль Метта Мердока / Шибайголова - Сем Г'юен — Чужоземка (Starz) за роль Джеймі Фрейзера - Грант Гастін — Флеш (The CW) за роль Баррі Аллена / Флеш - Ендрю Лінкольн — Ходячі мерці (AMC) за роль Ріка Граймса - Мадс Міккельсен — Ганнібал (NBC) за роль Ганнібала Лектера | - Катріна Балф — Чужоземка (Starz) за роль Клер Фрейзер - Мелісса Бенойст — Супердівчина (CBS) за роль Супердівчини - Крістен Ріттер — Джессіка Джонс (Netflix) за роль Джессіки Джонс - Ребекка Ромейн — Бібліотекарі (TNT) за роль Єви Бейрд - Рейчел Ніколс — Континуум (Syfy) за роль Кіри Кемерон - Джилліан Андерсон — Цілком таємно (FOX) за роль Дейни Скаллі - Кім Діккенс — Бійтеся ходячих мерців (AMC) за роль Медісон Кларк |
| Найкращий телеактор другого плану | Найкраща телеакторка другого плану |
| - Річард Армітедж — Ганнібал (NBC) за роль Френсіса Долархайда - Кіт Герінгтон — Гра престолів (HBO) за роль Джона Сноу - Ерік Кнудсен — Континуум (SyFy) за роль Алек Седлер - Вінсент Д'Онофріо — Шибайголова (Netflix) за роль Вілсона Фіска / Кінґпін - Девід Теннант — Джессіка Джонс (Netflix) за роль Кілгрейва - Патрік Вілсон — Фарґо (FX) за роль Лу Солверсона - Тобі Джонс — Вейворд Пайнс (Fox) за роль Дженкіса - Ленс Реддік — Детектив Босх (Prime Video) за роль Ірвіна Ірвінга                       | - Данай Гуріра — Ходячі мерці (AMC) за роль Мішон - Джилліан Андерсон — Ганнібал (NBC) за роль Беделії Дю Мор'є - Мелісса Мак-Брайд — Ходячі мерці (AMC) за роль Керол Пелетьєр - Това Фельдшух — Ходячі мерці (AMC) за роль Діни Монро - Ліна Гіді — Гра престолів (HBO) за роль Серсі Ланністер - Каліста Флокхарт — Супердівчина (CBS) за роль Кет Грант - Мелісса Лео — Вейворд Пайнс (Fox) за роль Пем                              |
| Найкраща телевізійна презентація | Найкраща гостьова телероль |
| - Чоловіки Рівер Сонг (Доктор Хто) (BBC America) - Турецька западина (Lifetime) - Акуланадо 3: О, пекло, ні! (SyFy) - Кінець дитинства (SyFy) - Канібал у джунглях (Animal Planet) - Чарівник Наживо! (NBC) | - Вільям Шетнер — Гейвен (SyFy) за роль Хорватський - Лаура Бенанті — Супердівчина (The CW) за роль Алура Зор-Ел / Астра - Віктор Ґарбер — Флеш (The CW) за роль Вогняна буря - Алекс Кінгстон — Чоловіки Рівер Сонг (BBC America) за роль Рівер Сонг - Джон Керролл Лінч — Ходячі мерці (AMC) за роль Істмана - Стівен Бренд — Вовченя (MTV) за роль Габріеля Валака - Скотт Гленн — Шибайголова (Fox) за роль Стіка                    |
| Найкращий молодий актор чи акторка в телесеріалі | Найкращий супергеройський телесеріал |
| - Чендлер Ріггз — Ходячі мерці () за роль Карла Граймса - Бренок О'Коннор — Гра престолів (HBO) за роль Оллі - Мейсі Вільямс — Гра престолів (HBO) за роль Арії Старк - Ділан Спрейберрі — Вовченя (MTV) за роль Ліама Данбара - Макс Чарльз — Штам (FX) за роль Зака Гудвезера - Френк Діллейн — Бійтеся ходячих мерців (AMC) за роль Ніка Кларка - Джодель Ферланд — Темна матерія (Syfy) за роль П'ята / Дас | - Флеш (The CW) - Ґотем (Fox) - Стріла (The CW) - Легенди завтрашнього дня (The CW) - Супердівчина (CBS) - Агент Картер (ABC) - Агенти Щ.И.Т. (ABC) |
| Найкращий телесеріал нового медіа | Найкращий телесеріал жахів |
| - Шибайголова (Netflix) - Детектив Босх (Prime Video) - Людина у високому замку (Prime Video) - Пауери (PlayStation Network) - Восьме чуття (Netflix) - Джессіка Джонс (Netflix) - Дракони (Netflix) | - Ходячі мерці (AMC) - Еш проти зловісних мерців (Starz) - Американська історія жаху: Готель (FX) - Штам (FX) - Бійтеся ходячих мерців (AMC) - Вовченя (MTV) - Салем (WGN America) |
| Найкращий телесеріал бойовик-трилер | |
| - Ганнібал (HBO) - Останній корабель (TNT) - Бібліотекарі (TNT) - Сліпа зона (NBC) - Мотель Бейтсів (A&E) - Пан Робот (USA Network) - Фарґо (FX) | |

### Домашня колекція
| Найкращий DVD або Blu-ray фільм | Найкраща колекція DVD фільмів |
| --- | --- |
| - Поховання Екс - Велика гра - Тотем вовка - Монстри 2: Темний континент - Казка про принцесу Каґую - Швець                                                                                       | - Цілком таємно (Колекціонний набір) - Чорні вітрила (2 сезон) - Мій улюблений марсіанин (Повна серія) - Від заходу до світанку (2 сезон) - Ганнібал (3 сезон) - Загублений у космосі (Повні пригоди) |
| Найкращий DVD або Blu-ray спецвипуск | Найкращий телевізійний DVD-реліз |
| - Люди Ікс: Дні минулого майбутнього - Ванільне небо (Альтернативне закінчення) - Хоббіт: Битва п'яти воїнств (Розширене видання) - Форсаж 7 (Розширене видання) - Суспільство (Обмежене видання) | - Френк Дарабонт (Колекція) - Nikkatsu (Діамантові хлопці) - Скажений Макс (Антологія) - Класика жахів (Частина 1) - Парк Юрського періоду (Колекція) - Спецефекти (Колекція)                         |
| Найкращий DVD класичний фільм | |
| - Чудо-міля - Всепалення - X: Людина з рентгенівськими очима - Леді-яструб - Казки терору - Кладовище Без Хрестів - Монстр, який кинув виклик світу                                               | |

### Особливі нагороди
| Нагорода                                                    | Лауреати                |
| ----------------------------------------------------------- | ----------------------- |
| Меморіальна премія Джорджа Пала (George Pal Memorial Award) | • Саймон Кінберг        |
| Премія за досягнення (Lifetime Achievement Award)           | • Нішель Ніколс         |
| Нагорода за прорив (Breakthrough Performance Award)         | • Мелісса Бенойст       |
| Спеціальна нагорода (Special Recognition Award)             | • Бреннон Брага         |
| Премія Дена Кертіса (Dan Curtis Legacy Award)               | • Ерік Кріпке           |
| Прожектор (Spotlight Award)                                 | • Краще подзвоніть Солу |